# Барило Володимир Васильович
Володимир Васильович Барило (нар. 1940) — радянський футболіст, захисник та нападник.

## Кар'єра гравця
Вихованець групи підготовки олександрійського «Шахтаря». У 1961 році був переведений до першої команди «гірників», яка на той час виступала в аматорських змаганнях. По ходу сезону перейшов до команди з обласного центру, кіровоградської «Зірки», яка в 1962 році виступала під назвою «Динамо». У футболці кіровоградського колективу зіграв 21 матч та відзначився 4-а голами в Першій лізі СРСР. По ходу сезону 1962 року повернувся до олександрійських гірників, у складі яких виступав до завершення сезону 1964 року. Наступного року перейшов у кременчуцький «Дніпро», за який зіграв 21 матч та відзначився 1 голом у Другій лізі. Наприкінці сезону повернувся до олександрійського «Шахтаря», за який відіграв 1 матч. По завершенні сезону завершив ивступи у складі футбольних команд майстрів.

## Особисте життя
Брат, Валентин Барило, також футболіст. Разом з братом виступав в олександрійському «Шахтарі» та кременчуцькому «Дніпрі».